# Two Tragedy Poets (...and a Caravan of Weird Figures)
Two Tragedy Poets (...and a Caravan of Weird Figures) je páté album od italské heavy-folk-symfonic metalové kapely Elvenking.

## Seznam skladeb
1. "The Caravan of Weird Figures"
2. "Another Awful Hobs Tale"
3. "From Blood to Stone"
4. "Ask a Silly Question"
5. "She Lives at Dawn"
6. "The Winter Wake (acoustic version)"
7. "Heaven is a Place on Earth" (Belinda Carlisle cover)
8. "My Own Spider's Web"
9. "Not My Final Song"
10. "The Blackest of My Hearts"
11. "The Wanderer" (acoustic version) (digipack bonus track)
12. "Miss Conception"
13. "My Little Moon"
14. "Skywards 2008" (Japanese bonus track)